# Muneng Kidul
Muneng Kidul is een bestuurslaag in het regentschap Probolinggo van de provincie Oost-Java, Indonesië. Muneng Kidul telt 3780 inwoners (volkstelling 2010).